# Arroyo Espinas
Der Arroyo Espinas, auch als Arroyo de las Espinas bezeichnet, ist ein im Süden Uruguays gelegener Fluss.
Der linksseitige Nebenfluss des Río de la Plata verläuft auf dem Gebiet des Departamento Maldonado. Seine Quelle liegt am Cerro Chico nordöstlich von Cerros Azules. Letztgenannten Ort tangiert er auf seinem Weg in zunächst westliche, dann südliche Richtung. Er mündet zwischen dem westlich gelegenen Solís und dem östlich der Mündung befindlichen Bella Vista in den Río de la Plata.